# جمعية رجال الأعمال المستقلين (موصياد)
جمعية الصناعيين ورجال الأعمال المستقلين (بالتركية: Müstakil Sanayici ve İşadamları Derneği) (MÜSİAD ) هي منظمة غير حكومية. وفقًا لسجلات عام 2021، تمتلك جمعية الموسياد 89 نقطة اتصال في تركيا، و255 نقطة اتصال في 73 دولة، وأكثر من 11000 عضو. تتمتع الجمعية بشهادة الجودة ISO 9001:2000. للجمعية ممثلين في كل محافظات تركيا.

## المهام
تم إنشاء الجمعية بهدف تعزيز شبكة من قادة الأعمال القادرين على تعزيز وتنمية التنمية الاقتصادية. أصبحت جمعية الصناعيين ورجال الأعمال المستقلين شبكة مؤثرة تدعم أعضائها في تركيا وتسهل مشاركتهم في الأسواق العالمية.
تنظم جمعية الموسياد معرض سنوي للصناعات الدفاعية يسمى "ميناء التكنولوجيا العالية" من قبل الموسياد. أقيم المعرض الثاني في الفترة من 6 إلى 8 أكتوبر 2015 في الدوحة، قطر، وروج لمليارات الدولارات من التجارة بين تركيا وقطر.  كما تدعم جمعية الموسياد أيضًا معارض منظمة مطوري الإسكان والمستثمرين في تركيا ( KONUTDER )  لزيادة الروابط التجارية العقارية مع المستثمرين من الخليج.

## المبادرات الرئيسية

### ميناء التكنولوجيا العالية
ومن المبادرات الرئيسية للجمعية تنظيم معرض سنوي للصناعات الدفاعية المعروف باسم "ميناء التكنولوجيا الفائقة" من قبل جمعية الصناعيين ورجال الأعمال المستقلين. يعرض هذا الحدث التقنيات المتقدمة ويعمل على تعزيز التجارة المتعلقة بالدفاع. ومن الجدير بالذكر أن المعرض الثاني أقيم في الفترة من 6 إلى 8 أكتوبر 2015،  في الدوحة، قطر، مما عزز بشكل كبير التجارة بين تركيا وقطر وأكد على دور الجمعية في صناعة الدفاع العالمية.

### دعم لمنظمة مطوري الإسكان والمستثمرين
وفي إطار تعزيز مشاركتها القطاعية، تدعم الجمعية أيضًا منظمة المطورين والمستثمرين السكنيين في تركيا ( KONUTDER ) من خلال المشاركة في المعارض العقارية التي تهدف إلى تعزيز العلاقات التجارية العقارية مع المستثمرين من منطقة الخليج. ويسلط هذا الدعم الضوء على الجهود الاستراتيجية التي تبذلها الجمعية لتعزيز العلاقات الاستثمارية الدولية.

## روابط خارجية
- الموسياد (الموقع الرسمي)
- الموسياد الولايات المتحدة الأمريكية (الموقع الرسمي)

- مؤتمر رجال الأعمال MÜSİAD : مؤتمر رجال الأعمال MÜSAİAD، الذي تنظمه جمعية رجال الأعمال MÜSAİD كل عامين، هو حدث تم تنظيمه لصالح المجتمع من أجل إعلام رجال الأعمال في تركيا والعالم، وإعدادهم للمستقبل ومساعدتهم على تطوير علاقات تجارية قائمة على الثقة.